# Dziura nad Nową Roztoką
Dziura nad Nową Roztoką – jaskinia, a właściwie schronisko, w Dolinie Roztoki w Tatrach Wysokich. Wejście do niej znajduje się w południowo-wschodnim zboczu Wołoszyna, w pobliżu polany Nowa Roztoka, na wysokości 1420 metrów n.p.m. Długość jaskini wynosi 6 metrów, a jej deniwelacja 3 metry.

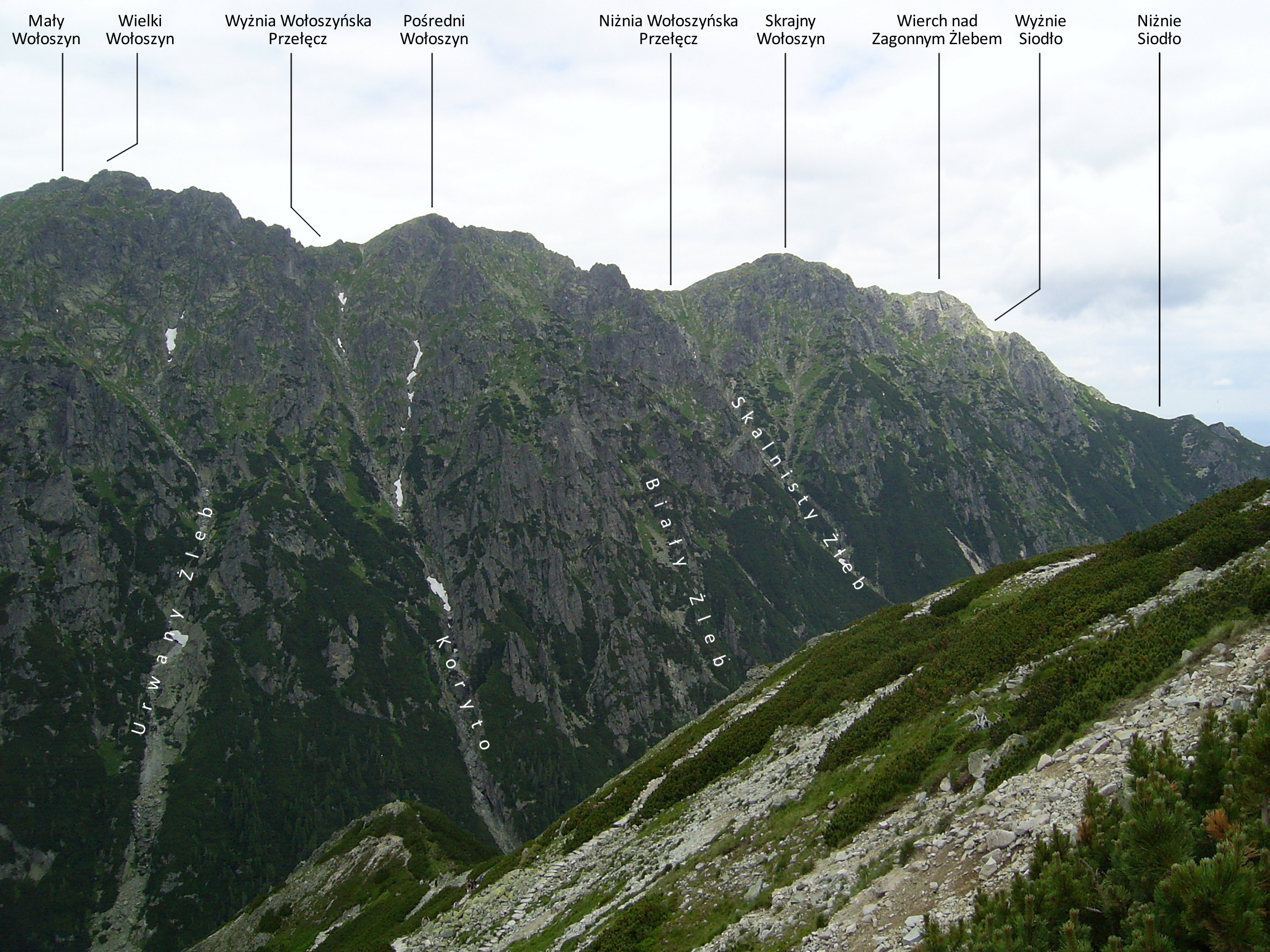
Wołoszyn nad Doliną Roztoki

## Opis jaskini
Jaskinię stanowi obszerny, idący do góry korytarz zaczynający się w bardzo dużym otworze wejściowym (5 × 4 m). W połowie jego długości znajduje się 1,8-metrowy próg.

## Przyroda
W jaskini nie ma nacieków. Ściany są wilgotne, rosną na nich glony, porosty i mchy.

## Historia odkryć
Jaskinia była znana od dawna. Jej otwór jest widoczny ze szlaku turystycznego w pobliżu polany Nowa Roztoka. Jej pierwszy plan i opis sporządziła A. Gajewska w 2000 roku.